# Paul von Haugwitz
Heinrich Paul Graf von Haugwitz und Freiherr von Klein-Obisch (* 22. Januar 1791 in Reichenbach; † 8. September 1856 in Dresden) war ein preußischer Soldat, Beamter, Gutsbesitzer und Schriftsteller.

## Leben
Paul von Haugwitz wurde als Sohn des königlichen Staats- und Kabinettsministers Graf Christian von Haugwitz und dessen Ehefrau Johanna Katharina (* 11. Juni 1752; † 9. Februar 1832), eine Tochter des Friedrich Bogislav von Tauentzien, geboren. Seine Geschwister waren:
- Gräfin Catharina von Haugwitz (* Mai 1792; † 1839), verheiratet mit Graf Hans Wilhelm Adolf von Kalckreuth (1766–1830), preußischer Legationsrat;
- Rosamunde Ernestine Pauline von Haugwitz (* 1804; † 1883), natürliche Tochter von Christian von Haugwitz und Rosa Richter, verheiratet mit Georg Benjamin Mendelssohn (1794–1874), Hochschullehrer, Geograph und Schriftsteller.

Seine Jugend verlebte er größtenteils in Berlin und von 1806 an war er noch zwei Jahre in Wien. Während seines Studiums an der Universität Heidelberg, das er 1810 begann, trat er 1813 als freiwilliger reitender Jäger (leichte Kavallerie) in die Armee ein, um in den Befreiungskriegen zu kämpfen. Einige Monate später wurde er bereits zum Offizier befördert und der König ernannte ihn zum Adjutanten seines Onkels, Generalleutnant Bogislav Friedrich Emanuel von Tauentzien. Er kämpfte in den Feldzügen von 1813 und 1814 und wurde für seinen Einsatz in den Schlachten bei Dennewitz, Jüterbog und der Völkerschlacht bei Leipzig mit dem Eisernen Kreuz II. Klasse, mit dem schwedischen Schwertorden und dem russischen St. Wladimir-Orden ausgezeichnet. 1815 nahm er als Leutnant der Kavallerie seinen Abschied und wurde hierbei zum Kammerherrn ernannt. Als der Feldzug 1815 aber wieder eröffnet wurde, trat er erneut in die Armee ein; er wurde im April 1818 als Premierleutnant in den Generalstab versetzt und dem damaligen Generalleutnant Graf Ludwig Yorck von Wartenburg und später dem damaligen Generalleutnant Freiherrn Karl von Müffling zur Dienstleistung beigestellt. Im Juni 1819 wurde Paul von Haugwitz als Rittmeister verabschiedet.

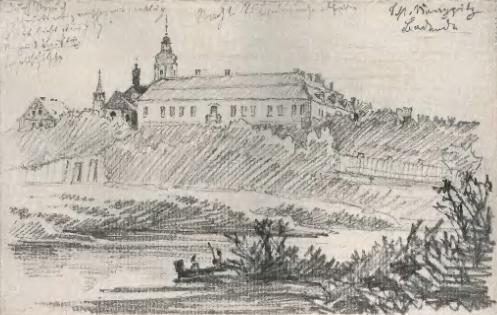
Schloss Krappitz

Durch die Wahl der betreffenden Stände wurde er nach seiner Verabschiedung aus der Armee zum Landrat des Oppelner Kreises gewählt, in dem auch der größte Teil der Fideikommiss-Güter seines Vaters lagen. 1820 zog sein Vater wegen des milden Klimas nach Italien, so dass Paul von Haugwitz das Amt als Landrat aufgab und den Besitz seines Vaters verwaltete, bis er 1832, nach dem Tod seines Vaters, in den Besitz des Majorates Krappitz und Steinau, Peuke und Pannwitz kam. In dieser Zeit erfolgte auch seine Wahl zum Landesältesten.
1831 wurde er zum Major und Führer des zweiten Aufgebots ernannt. 1837 wählten ihn die Stände erneut zum Landrat des Oppelner Kreises. 1843 wurde er in den Ruhestand verabschiedet; im gleichen Jahr erfolgte die Beförderung zum Oberstleutnant.
Er war in erster kurzer Ehe mit der Reichsgräfin Lucy von Maltzan-Militsch (* 13. Juni 1796; † 19. August 1834 / sie wieder vermählt mit dem Offizier Ludwig von Strantz) verheiratet und alsbald geschieden, gemeinsam hatten sie einen Sohn:
- Kurt von Haugwitz, königlicher Kammerherr, Premierleutnant und Mitglied des Preußischen Herrenhauses, verheiratet mit Lucie Caroline Amalie Adelheid Henriette Wilhelmine, geb. Prinzessin zu Carolath-Schönaich.

In zweiter Ehe war er seit dem 10. September 1819 mit Henriette Sophie Constanze Prinzessin von Schoenaich-Carolath (* 11. April 1801; † 1874) verheiratet.

## Schriftsteller
Paul von Haugwitz veröffentlichte von 1816 bis 1821 verschiedene lyrische und erzählerische Dichtungen in den Jahrgängen des Fouqué’schen Frauentaschenbuchs und in verschiedenen anderen Almanachen. Bekannt wurde er auch als Übersetzer aus dem Englischen, so von Thomas Moores Liebe der Engel, 1829, und einer Reihe von Werken George Gordon Byron in Valentin Adrian’s Ausgabe, 1830.
Einige seiner Liedtexte wurden durch Ludwig van Beethoven vertont.

## Auszeichnungen
Für den Einsatz in den Befreiungskriegen erhielt er das Eiserne Kreuz II. Klasse, den schwedischen Schwertorden und den russischen St. Wladimir-Orden.
Im Januar 1828 verlieh ihm der König den Königlich Preußischen St. Johanniter-Orden, wodurch er zum Ehrenritter des Ordens wurde.
1838 erhielt er den Roten Adlerorden 2. Klasse.

## Werke (Auswahl)
- George Gordon Noel Byron, Paul von Haugwitz: Gefangener von Chillon und Parisina. Korn, Breslau 1821.
- Thomas Moore, Paul Graf von Haugwitz: Liebe der Engel: Gedicht in drei Gesängen mit beigefügtem englischen Text. Breslau 1829.
- George Gordon Noel Byron, Paul von Haugwitz, Johann Valentin Adrian: Lord Byron’s sämmtliche Werke., Sauerländer, Frankfurt am Main 1832.
- Percy Bysshe Shelley, Paul von Haugwitz: Die Wolke. 1900
- Warnung in Frauentaschenbuch, Band 6.

Weiterhin schrieb er Texte für nachfolgende Kompositionen:
- Ludwig van Beethoven: An die ferne Geliebte: op. 98. Burbank, California: Harmonia Mundi 2015.
- Ludwig van Beethoven: Deutsche Gedichte: op. 113. Frankfurt a/M.: Dunst 1835.
- Ludwig van Beethoven: Resignation („Lisch aus, mein Licht!“, WoO 149). Leipzig: Bei H. A. Probst 1828.